# 국가지원지방도 제70호선
국가지원지방도 제70호선은 충청남도 청양군 대치면 탄정리 탄정 교차로와 강원특별자치도 춘천시 서면 오월리 춘천댐삼거리를 잇는 국가지원지방도이다.

## 역사
1994년 '서산 ~ 춘천선'이라는 이름으로 국도 제70호선을 신설하기로 계획되었던 도로가 시초이며, 당시 연장은 187km로 정해져 있었다. 그러나 국가 재정 부족으로 국도로 승격되지 못했으며, 구상된 노선은 폐기되지 않고 국가지원지방도로 지정되었다. 2008년에 서산 ~ 청양 구간을 연장하였다.
- 1996년 7월 19일 : 충청남도 서산시 지곡면 ~ 강원도 춘천시 서면 구간을 국가지원지방도 제70호 서산 ~ 춘천선으로 지정[1]
- 2002년 4월 27일: 홍천군 서면 굴업리 ~ 춘천시 신북읍 오월리 39.5 km 구간 도로구역 변경[2]
- 2003년 5월 23일 : 강원도 춘천시 서면 신매리 ~ 서상리 3.24 km 구간 도로예정지 지정[3]
- 2003년 5월 23일 : 강원도 춘천시 신동면 증리 ~ 팔미리 2.9 km 구간 도로예정지 지정[4]
- 2003년 11월 1일 : 도로 확포장공사로 인해 강원도 춘천시 서면 신매리 ~ 오월리 7.34 km 구간 도로구역 변경[5]
- 2004년 3월 13일 : 도로 확포장공사로 인해 강원도 춘천시 신동면 증리 ~ 팔미리 2.936 km 구간 도로구역 변경[6]
- 2006년 5월 15일 : 안성 ~ 양성간 도로(안성시 대덕면 모산리 ~ 양성면 난실리) 12.9 km 구간 확장 개통[7]
- 2007년 10월 22일 : 서산시 지곡면 화천리 ~ 음암면 문양리 8.7 km 구간 신설 개통[8]
- 2008년 8월 20일 : 선우대교(당진군 우강면 내경리 ~ 아산시 선장면 선창리) 2.74 km 구간 개통[9]
- 2008년 11월 17일 : 기점이 충청남도 서산시 지곡면에서 청양군 청양읍으로 연장되면서 국가지원지방도 제70호선 청양 ~ 춘천선으로 노선 변경[10], 기존 지방도 제645호선 구간인 청양군 청양읍 교월리 ~ 예산군 신양면 대덕리 17.2 km 구간 국가지원지방도로 승격[11]
- 2008년 12월 22일 : 국지도로 승격된 청양군 청양읍 교월리 ~ 예산군 신양면 대덕리 17.2 km 구간을 지정[12]
- 2011년 8월 8일 : 강원도 춘천시 신동면 증리 ~ 팔미리 3.402 km 구간 개통[13]
- 2012년 9월 25일 : 지평우회도로(여주시 지평면 지평리 ~ 월산리) 5.5 km 구간 개통[14]
- 2012년 12월 20일 : 증포 ~ 모전간 도로(이천시 증포동 ~ 백사면 모전리) 1.5 km 구간 개통[15]
- 2012년 12월 28일 : 안성시 도기동 ~ 미양면 양변리 1.93 km 구간 개통[16]
- 2013년 7월 3일 : 춘천시 서상대교 구간 개통[17]
- 2013년 11월 20일 : 합덕 ~ 우강간 도로(당진시 우강면 창리 ~ 내경리) 4.96 km 구간 확장 개통[18]
- 2015년 8월 20일 : 합덕 ~ 우강간 도로(당진시 합덕읍 석우리 ~ 우강면 창리) 4.34 km 구간 확장 개통, 기존 당진시 우강면 송산리 ~ 합덕읍 소소리 1.7 km 구간 폐지[19], 지방도 제622호선과 중복되는 기존 당진시 우강면 송산리 ~ 창리 3.4 km 구간 폐지[20]
- 2016년 7월 8일 : 성연 ~ 운산간 도로(서산시 음암면 문양리 ~ 운산면 가좌리) 4.56 km 구간 신설 개통[21]
- 2016년 11월 28일 : 신매 ~ 오월간 도로(춘천시 서면 신매리 ~ 오월리) 7.342 km 구간 확장 개통, 기존 춘천시 서면 신매리 ~ 서상리 3.1 km 구간 폐지[22]
- 2018년 5월 16일 : 반곡 ~ 남산간 도로 중 반곡교(홍천군 서면 반곡리) 340m 구간 확장 개통, 기존 반곡교 285m 구간 폐지[23]
- 2018년 12월 24일 : 반곡 ~ 남산간 도로(춘천시 남산면 산수리 ~ 광판리) 5.9 km 구간 확장 개통, 기존 홍천군 서면 반곡리 ~ 춘천시 남산면 광판리 6.78 km 구간 폐지[24]
- 2020년 7월 30일 : 선장 ~ 염치간 도로(아산시 선장면 대흥리 ~ 염치읍 서원리) 11.71km 구간 신설 개통[25]
- 2021년 6월 22일: 기존 '강원도 춘천시 근화동 ~ 소양2교 ~ 우두동 ~ 여우고개사거리 ~ 신매대교 ~ 신매 교차로'을 노선 지정 해제하고 '강원도 춘천시 근화동 ~ 춘천대교 ~ 서면 ~ 신매 교차로' 구간으로 변경[26]
- 2023년 12월 15일 : 대곡 ~ 반곡간 도로(홍천군 서면 대곡리 ~ 반곡리) 5.28km 구간 확장 개통, 기존 대곡치고개 1.97km 구간 폐지[27]

## 주요 경유지
충청남도
- 청양군 (대치면 · 청양읍 · 운곡면) - 예산군 (신양면 · 대술면 · 예산읍 · 오가면 · 삽교읍 · 덕산면) - 서산시 (해미면 · 음암면 · 수석동 · 석림동 · 석남동 · 예천동 · 읍내동 · 인지면 · 갈산동 · 성연면 · 지곡면 · 성연면 · 음암면 · 운산면) - 당진시 (구룡동 · 면천면 · 순성면 · 면천면 · 합덕읍 · 우강면 · 합덕읍) - 아산시 (선장면 · 신창면 · 염치읍 · 음봉면) - 천안시 서북구 (직산읍 · 성환읍 · 입장면)

경기도
- 안성시 (미양면 · 도기동 · 신흥동 · 인지동 · 석정동 · 당왕동 · 신건지동 · 신소현동 · 신모산동 · 대덕면 · 고삼면 · 보개면 · 삼죽면) - 용인시 처인구 백암면 - 안성시 일죽면 - 이천시 (모가면 · 대포동 · 단월동 · 고담동 · 장록동 · 부발읍 · 진리동 · 중리동 · 창전동 · 증포동 · 백사면) - 여주시 (흥천면 · 금사면 · 대신면) - 양평군 (지평면 · 용문면 · 단월면)

강원도
- 홍천군 서면 - 춘천시 (남산면 · 신동면 · 칠전동 · 온의동 · 삼천동 · 근화동 · 중도동 · 서면)

## 노선

### 충청남도
| 이름                                                 | 접속 노선                                                      | 소재지                                           | 소재지                                                                | 비고                                                                            |
| ---------------------------------------------------- | -------------------------------------------------------------- | ------------------------------------------------ | --------------------------------------------------------------------- | ------------------------------------------------------------------------------- |
| 탄정 교차로                                          | 국도 제36호선 (대청로) (칠갑산1로) 지방도 제645호선 (칠갑산로) | 청양군                                           | 대치면                                                                | 기점 지방도 제645호선과 중복                                                    |
| 교월삼거리                                           | 칠갑산로                                                       | 청양군                                           | 청양읍                                                                | 지방도 제645호선과 중복                                                         |
| 교월교 백천교                                        |                                                                | 청양군                                           | 청양읍                                                                | 지방도 제645호선과 중복                                                         |
| 백천사거리                                           | 청산로                                                         | 청양군                                           | 청양읍                                                                | 지방도 제645호선과 중복                                                         |
| 효제리                                               | 국가지원지방도 제96호선 (방축길)                               | 청양군                                           | 운곡면                                                                | 국가지원지방도 제96호선과 중복 지방도 제645호선과 중복                          |
| 후덕삼거리                                           | 국가지원지방도 제96호선 (중묵운곡로)                           | 청양군                                           | 운곡면                                                                | 국가지원지방도 제96호선과 중복 지방도 제645호선과 중복                          |
| 운곡정류소 신운곡교 운곡면사무소 운곡초등학교 영양교 |                                                                | 청양군                                           | 운곡면                                                                | 지방도 제645호선과 중복                                                         |
| 미량리                                               | 지방도 제604호선 (미량길)                                      | 청양군                                           | 운곡면                                                                | 지방도 제604, 645호선과 중복                                                    |
| 광암1 교차로                                         | 지방도 제604호선 (청신로)                                      | 청양군                                           | 운곡면                                                                | 지방도 제604, 645호선과 중복                                                    |
| 광암교                                               |                                                                | 청양군                                           | 운곡면                                                                | 지방도 제645호선과 중복                                                         |
| 광암교                                               |                                                                | 예산군                                           | 신양면                                                                | 지방도 제645호선과 중복                                                         |
| 광암2 교차로                                         | 청신로                                                         | 예산군                                           | 신양면                                                                | 지방도 제645호선과 중복                                                         |
| 가지교                                               |                                                                | 예산군                                           | 신양면                                                                | 지방도 제645호선과 중복                                                         |
| 신양 나들목                                          | 30호선 서산영덕고속도로                                        | 예산군                                           | 신양면                                                                | 지방도 제645호선과 중복                                                         |
| 만사교                                               |                                                                | 예산군                                           | 신양면                                                                | 지방도 제645호선과 중복                                                         |
| 칠성암회전 교차로                                    | 청신로                                                         | 예산군                                           | 신양면                                                                | 지방도 제645호선과 중복                                                         |
| 대덕 교차로                                          | 국도 제32호선 (차동로)                                         | 예산군                                           | 신양면                                                                | 국도 제32호선과 중복 지방도 제645호선과 중복                                    |
| (생태터널)                                           |                                                                | 예산군                                           | 신양면                                                                | 국도 제32호선과 중복 지방도 제645호선과 중복 연장 약 30m                        |
| 장사래교                                             |                                                                | 예산군                                           | 신양면                                                                | 국도 제32호선과 중복 지방도 제645호선과 중복                                    |
| 신양리                                               | 신양3길                                                        | 예산군                                           | 신양면                                                                | 국도 제32호선과 중복 지방도 제645호선과 중복                                    |
| 신양 교차로                                          | 지방도 제616호선 (청신로)                                      | 예산군                                           | 신양면                                                                | 국도 제32호선과 중복 지방도 제616, 645호선과 중복 상행 진출 불가 하행 진입 불가 |
| 제2불원교                                            |                                                                | 예산군                                           | 신양면                                                                | 국도 제32호선과 중복 지방도 제616, 645호선과 중복 상행 진출 불가 하행 진입 불가 |
| 불원 교차로                                          | 불원귀곡길 불원시왕길                                          | 예산군                                           | 신양면                                                                | 국도 제32호선과 중복 지방도 제616, 645호선과 중복 상행 진출 불가 하행 진입 불가 |
| 연리 교차로                                          | 백운길                                                         | 예산군                                           | 신양면                                                                | 국도 제32호선과 중복 지방도 제616, 645호선과 중복 상행 진출 불가 하행 진입 불가 |
| 귀마 교차로                                          | 마전하삼길 불원귀곡길                                          | 예산군                                           | 대술면                                                                | 국도 제32호선과 중복 지방도 제616, 645호선과 중복 상행 진출 불가 하행 진입 불가 |
| 산정2교                                              |                                                                | 예산군                                           | 대술면                                                                | 국도 제32호선과 중복 지방도 제616, 645호선과 중복 상행 진출 불가 하행 진입 불가 |
| 대술 교차로                                          | 지방도 제616호선 지방도 제618호선 지방도 제645호선 (대술로)    | 예산군                                           | 대술면                                                                | 국도 제32호선과 중복 지방도 제616, 645호선과 중복 지방도 제618호선과 중복       |
| 산정3교 시산교                                       |                                                                | 예산군                                           | 대술면                                                                | 국도 제32호선과 중복 지방도 제618호선과 중복                                    |
| 시산 교차로                                          | 충령사로 시산서길                                              | 예산군                                           | 대술면                                                                | 국도 제32호선과 중복 지방도 제618호선과 중복                                    |
| 향천터널                                             |                                                                | 예산군                                           | 대술면                                                                | 국도 제32호선과 중복 지방도 제618호선과 중복 연장 약 105m                       |
| 향천터널                                             | 예산읍                                                         | 예산군                                           |                                                                       | 국도 제32호선과 중복 지방도 제618호선과 중복 연장 약 105m                       |
| 삽티 교차로                                          | 금오대로                                                       | 예산군                                           | 국도 제32호선과 중복 지방도 제618호선과 중복 하행 진출 불가           |                                                                                 |
| 대회1교                                              |                                                                | 예산군                                           | 국도 제32호선과 중복 지방도 제618호선과 중복                          |                                                                                 |
| 대회 교차로                                          | 형제고개로                                                     | 예산군                                           | 국도 제32호선과 중복 지방도 제618호선과 중복                          |                                                                                 |
| 마상교 베룩불교 예산천교                             |                                                                | 예산군                                           | 국도 제32호선과 중복 지방도 제618호선과 중복                          |                                                                                 |
| 무한 교차로                                          | 국도 제21호선 (충서로) 예산로                                  | 예산군                                           | 국도 제21, 32호선과 중복 지방도 제618호선과 중복                      |                                                                                 |
| 예산지하차도                                         | 금오대로                                                       | 예산군                                           | 국도 제21, 32호선과 중복 지방도 제618호선과 중복                      |                                                                                 |
| 발연 교차로                                          | 지방도 제618호선 (황금뜰로)                                    | 예산군                                           | 국도 제21, 32호선과 중복 지방도 제618호선과 중복                      |                                                                                 |
| 석양 교차로                                          | 국도 제21호선 국도 제32호선 국도 제45호선 (충서로)             | 예산군                                           | 국도 제21, 32호선과 중복 국도 제45호선과 중복                         |                                                                                 |
| 무한천교                                             |                                                                | 예산군                                           | 국도 제45호선과 중복                                                  |                                                                                 |
| 신원2교                                              |                                                                | 예산군                                           | 국도 제45호선과 중복                                                  |                                                                                 |
|                                                      | 오가면                                                         | 예산군                                           | 국도 제45호선과 중복                                                  |                                                                                 |
| 신원1교 원천3교 원천2교 원천1교                      |                                                                | 예산군                                           | 국도 제45호선과 중복                                                  |                                                                                 |
| 원천 교차로                                          | 원천오촌길 원천외천길                                          | 예산군                                           | 국도 제45호선과 중복                                                  |                                                                                 |
| 역탑교                                               |                                                                | 예산군                                           | 국도 제45호선과 중복                                                  |                                                                                 |
| 역탑 교차로                                          | 오가중앙로 역탑한밭길                                          | 예산군                                           | 국도 제45호선과 중복                                                  |                                                                                 |
| 임성중학교                                           |                                                                | 예산군                                           | 국도 제45호선과 중복                                                  |                                                                                 |
| 임성 교차로                                          | 오신로                                                         | 예산군                                           | 국도 제45호선과 중복                                                  |                                                                                 |
| 예산세무서                                           |                                                                | 예산군                                           | 국도 제45호선과 중복                                                  |                                                                                 |
| 좌방 교차로                                          | 좌분양막로                                                     | 예산군                                           | 국도 제45호선과 중복                                                  |                                                                                 |
| 좌방교                                               |                                                                | 예산군                                           | 국도 제45호선과 중복                                                  |                                                                                 |
|                                                      | 삽교읍                                                         | 예산군                                           | 국도 제45호선과 중복                                                  |                                                                                 |
| 방아 교차로                                          | 삽교로 방아길                                                  | 예산군                                           | 국도 제45호선과 중복                                                  |                                                                                 |
| 두리 교차로                                          | 삽교역로 두루머리길                                            | 예산군                                           | 국도 제45호선과 중복                                                  |                                                                                 |
| 떼말 교차로                                          | 삽교로4길                                                      | 예산군                                           | 국도 제45호선과 중복                                                  |                                                                                 |
| (이름 없음)                                          | 충의로                                                         | 예산군                                           | 국도 제45호선과 중복 상행 진입 불가 하행 진출 불가                    |                                                                                 |
| 삽다리교 용동2교 용동1교 잿뜰교                      |                                                                | 예산군                                           | 국도 제45호선과 중복                                                  |                                                                                 |
| 삽교 교차로                                          | 충의로                                                         | 예산군                                           | 국도 제45호선과 중복                                                  |                                                                                 |
| 평촌1교 평촌교                                       |                                                                | 예산군                                           | 국도 제45호선과 중복                                                  |                                                                                 |
| 안치 교차로                                          | 충의로                                                         | 예산군                                           | 국도 제45호선과 중복                                                  |                                                                                 |
| 송산 교차로                                          | 국도 제40호선 지방도 제609호선 (도청대로)                      | 예산군                                           | 국도 제40, 45호선과 중복                                              |                                                                                 |
| 신리대교                                             |                                                                | 예산군                                           | 국도 제40, 45호선과 중복                                              |                                                                                 |
|                                                      | 덕산면                                                         | 예산군                                           | 국도 제40, 45호선과 중복                                              |                                                                                 |
| 덕산온천 교차로                                      | 덕산온천로                                                     | 예산군                                           | 국도 제40, 45호선과 중복                                              |                                                                                 |
| 수암교                                               |                                                                | 예산군                                           | 국도 제40, 45호선과 중복                                              |                                                                                 |
| 수덕사 교차로                                        | 국도 제40호선 (수덕사로)                                       | 예산군                                           | 국도 제40, 45호선과 중복                                              |                                                                                 |
| 수덕사교 삼승교                                      |                                                                | 예산군                                           | 국도 제45호선과 중복                                                  |                                                                                 |
| 대치1 교차로                                         | 덕산온천로                                                     | 예산군                                           | 국도 제45호선과 중복                                                  |                                                                                 |
| 대치 교차로                                          | 대치3길                                                        | 예산군                                           | 국도 제45호선과 중복                                                  |                                                                                 |
| 광천 교차로                                          | 남은들로 대치광천길                                            | 예산군                                           | 국도 제45호선과 중복                                                  |                                                                                 |
| 광천3교 광천2교                                      |                                                                | 예산군                                           | 국도 제45호선과 중복                                                  |                                                                                 |
| 덕산터널                                             |                                                                | 예산군                                           | 국도 제45호선과 중복 상행 연장 209m 하행 연장 210m                    |                                                                                 |
| 광천1교                                              |                                                                | 예산군                                           | 국도 제45호선과 중복                                                  |                                                                                 |
| 해미터널                                             |                                                                | 예산군                                           | 국도 제45호선과 중복 상행 연장 426m 하행 연장 308m                    |                                                                                 |
| 해미터널                                             |                                                                | 서산시                                           | 국도 제45호선과 중복 상행 연장 426m 하행 연장 308m                    | 해미면                                                                          |
| 대곡2교 대곡1교                                      |                                                                | 서산시                                           | 국도 제45호선과 중복                                                  | 해미면                                                                          |
| 대곡 교차로                                          | 대곡1길                                                        | 서산시                                           | 국도 제45호선과 중복                                                  | 해미면                                                                          |
| 송덕암 교차로                                        | 큰골로                                                         | 서산시                                           | 국도 제45호선과 중복                                                  | 해미면                                                                          |
| 원터 교차로                                          | 대곡원터길                                                     | 서산시                                           | 국도 제45호선과 중복                                                  | 해미면                                                                          |
| 한서대학교입구                                       | 한서1로                                                        | 서산시                                           | 국도 제45호선과 중복                                                  | 해미면                                                                          |
| 대곡 교차로                                          | 산수로                                                         | 서산시                                           | 국도 제45호선과 중복 상행 진입 불가 하행 진출 불가                    | 해미면                                                                          |
| 산수2교 산수1교                                      |                                                                | 서산시                                           | 국도 제45호선과 중복                                                  | 해미면                                                                          |
| 산수 교차로                                          | 산수로                                                         | 서산시                                           | 국도 제45호선과 중복 상행 진출 불가 하행 진입 불가                    | 해미면                                                                          |
| 해미 나들목                                          | 15호선 서해안고속도로                                          | 서산시                                           | 국도 제45호선과 중복                                                  | 해미면                                                                          |
| 잠양 교차로                                          | 남문2로                                                        | 서산시                                           | 국도 제45호선과 중복                                                  | 해미면                                                                          |
| 해미1교                                              |                                                                | 서산시                                           | 국도 제45호선과 중복                                                  | 해미면                                                                          |
| 해미 교차로 (해미파도교)                             | 국도 제29호선 (내포로) 지방도 제647호선 (남문1로)              | 서산시                                           | 국도 제45호선과 중복 국도 제29호선과 중복                             | 해미면                                                                          |
| 해미2교                                              |                                                                | 서산시                                           | 국도 제29호선과 중복                                                  | 해미면                                                                          |
| 옥거리 교차로                                        | 남문2로 서산시도 제6호선 (덕지천로)                            | 서산시                                           | 국도 제29호선과 중복                                                  | 해미면                                                                          |
| 반양교 대교                                          |                                                                | 서산시                                           | 국도 제29호선과 중복                                                  | 해미면                                                                          |
| (이름 없음)                                          | 음암로                                                         | 서산시                                           | 국도 제29호선과 중복                                                  | 음암면                                                                          |
| 유계교                                               |                                                                | 서산시                                           | 국도 제29호선과 중복                                                  | 음암면                                                                          |
| 신장삼거리                                           |                                                                | 서산시                                           | 국도 제29호선과 중복                                                  | 음암면                                                                          |
| 소탐사거리                                           | 남부순환로 소탐1로                                             | 서산시                                           | 국도 제29호선과 중복                                                  | 수석동                                                                          |
| 청지천교                                             |                                                                | 서산시                                           | 국도 제29호선과 중복                                                  | 수석동                                                                          |
| (이름 없음)                                          | 양열로                                                         | 서산시                                           | 국도 제29호선과 중복                                                  | 수석동                                                                          |
| 석림중사거리 (서산석림중학교)                        | 동서1로 동서2로                                                | 서산시                                           | 국도 제29호선과 중복                                                  | 수석동                                                                          |
| 석림사거리                                           | 지방도 제649호선 (서해로) 중앙로                               | 서산시                                           | 국도 제29호선과 중복 지방도 제649호선과 중복                          | 수석동                                                                          |
| 서중사거리                                           | 서산시도 제6호선 (덕지천로)                                    | 서산시                                           | 국도 제29호선과 중복 지방도 제649호선과 중복                          | 수석동                                                                          |
| 석남사거리                                           | 남부순환로 호수공원1로                                         | 서산시                                           | 국도 제29호선과 중복 지방도 제649호선과 중복                          | 석남동                                                                          |
| 예천사거리                                           | 국도 제32호선 국도 제77호선 지방도 제649호선 (서해로) 고운로   | 서산시                                           | 국도 제29호선과 중복 국도 제32, 77호선과 중복 지방도 제649호선과 중복 | 석남동                                                                          |
| 갈산 교차로                                          | 안견로                                                         | 서산시                                           | 부춘동                                                                | 국도 제29, 32, 77호선과 중복                                                    |
| 서산종합운동장                                       | 안견로                                                         | 서산시                                           | 부춘동                                                                | 국도 제29, 32, 77호선과 중복                                                    |
| 일람 교차로                                          | 국도 제32호선 (외곽순환로)                                     | 서산시                                           | 성연면                                                                | 국도 제29, 32, 77호선과 중복                                                    |
| 일람사거리                                           | 지방도 제634호선 (한월당로) 사연동로                           | 서산시                                           | 성연면                                                                | 국도 제29, 77호선과 중복 지방도 제634호선과 중복                                |
| 일람삼거리                                           | 람동길                                                         | 서산시                                           | 성연면                                                                | 국도 제29, 77호선과 중복 지방도 제634호선과 중복                                |
| 오사삼거리                                           | 지방도 제634호선 (성연3로)                                     | 서산시                                           | 성연면                                                                | 국도 제29, 77호선과 중복 지방도 제634호선과 중복                                |
| 오사교                                               |                                                                | 서산시                                           | 성연면                                                                | 국도 제29, 77호선과 중복                                                        |
| (무안교)                                             | 무장산업로                                                     | 서산시                                           | 성연면                                                                | 국도 제29, 77호선과 중복                                                        |
| 회천1교                                              | 회천1로 회천3길                                                | 서산시                                           | 지곡면                                                                | 국도 제29, 77호선과 중복                                                        |
| 회천2교                                              |                                                                | 서산시                                           | 지곡면                                                                | 국도 제29, 77호선과 중복                                                        |
| 중왕 교차로                                          | 왕산이로 화천2길                                               | 서산시                                           | 지곡면                                                                | 국도 제29, 77호선과 중복                                                        |
| 지곡 교차로                                          | 국도 제29호선 국도 제77호선 (충의로)                           | 서산시                                           | 지곡면                                                                | 국도 제29, 77호선과 중복                                                        |
| 무장 교차로                                          | 무장길                                                         | 서산시                                           | 지곡면                                                                |                                                                                 |
| (지하차도)                                           | 무장산업로 해창산업로                                          | 서산시                                           | 지곡면                                                                |                                                                                 |
| 무장교                                               |                                                                | 서산시                                           | 지곡면                                                                |                                                                                 |
|                                                      | 성연면                                                         | 서산시                                           |                                                                       |                                                                                 |
| 성연 교차로                                          | 지방도 제634호선 (성연로) 명천2길                              | 서산시                                           |                                                                       |                                                                                 |
| 명천2 교차로                                         | 명천1길 명천2길                                                | 서산시                                           |                                                                       |                                                                                 |
| 명천1 교차로                                         | 명천산업로 솔예로 명천1길                                      | 서산시                                           |                                                                       |                                                                                 |
| 명천 교차로                                          | 지방도 제649호선 (서령로) (회천로)                             | 서산시                                           |                                                                       |                                                                                 |
| 명천5교                                              |                                                                | 서산시                                           |                                                                       |                                                                                 |
| 문양 교차로                                          | 석동로                                                         | 서산시                                           | 음암면                                                                |                                                                                 |
| 도당 교차로                                          | 도당로                                                         | 서산시                                           | 음암면                                                                |                                                                                 |
| 중곡 교차로                                          | 탑곡솟대길                                                     | 서산시                                           | 음암면                                                                |                                                                                 |
| 탑곡 교차로                                          | 국도 제32호선 (서해로) 탑곡길마재길                            | 서산시                                           | 음암면                                                                | 국도 제32호선과 중복                                                            |
| 운산 교차로                                          | 국도 제32호선 (서해로)                                         | 서산시                                           | 운산면                                                                | 국도 제32호선과 중복                                                            |
| 서산 나들목                                          | 15호선 서해안고속도로                                          | 서산시                                           | 운산면                                                                |                                                                                 |
| 운산면행정복지센터                                   |                                                                | 서산시                                           | 운산면                                                                |                                                                                 |
| 운산사거리                                           | 운정로 장벌4로                                                 | 서산시                                           | 운산면                                                                |                                                                                 |
| 운산초등학교                                         |                                                                | 서산시                                           | 운산면                                                                |                                                                                 |
| 운곡사거리                                           | 지방도 제647호선 (해운로) 오리안2길                            | 서산시                                           | 운산면                                                                | 지방도 제647호선과 중복                                                         |
| 운산교                                               |                                                                | 서산시                                           | 운산면                                                                | 지방도 제647호선과 중복                                                         |
| 수당삼거리                                           | 지방도 제609호선 (장생동로)                                    | 서산시                                           | 운산면                                                                | 지방도 제647호선과 중복                                                         |
| 수당교                                               |                                                                | 서산시                                           | 운산면                                                                | 지방도 제647호선과 중복                                                         |
| 구룡고개                                             |                                                                | 서산시                                           | 운산면                                                                | 지방도 제647호선과 중복                                                         |
|                                                      | 당진시                                                         | 당진동                                           |                                                                       | 지방도 제647호선과 중복                                                         |
| 구룡삼거리                                           | 당진시                                                         | 당진동                                           | 지방도 제647호선 (역천로)                                             | 지방도 제647호선과 중복                                                         |
| 도곡교                                               | 당진시                                                         | 당진동                                           |                                                                       |                                                                                 |
| 검암교 사기소교 사기소대교                           | 당진시                                                         |                                                  | 면천면                                                                |                                                                                 |
| 면천삼거리                                           | 당진시                                                         | 아미로                                           | 면천면                                                                | 면천 나들목과 연결                                                              |
| 나무고개                                             | 당진시                                                         |                                                  | 면천면                                                                |                                                                                 |
| 우회도로삼거리                                       | 당진시                                                         | 면천서문1길                                      | 면천면                                                                |                                                                                 |
| 성상사거리                                           | 당진시                                                         | 지방도 제619호선 (한천로)                        | 면천면                                                                | 지방도 제619호선과 중복                                                         |
| 구실고개 교차로                                      | 당진시                                                         | 지방도 제619호선 (순성로)                        | 면천면                                                                | 지방도 제619호선과 중복                                                         |
| 제2문봉교                                            | 당진시                                                         |                                                  | 면천면                                                                |                                                                                 |
| (문봉리입구)                                         | 당진시                                                         | 매실로 칠거리로                                  | 면천면                                                                |                                                                                 |
| 면천산업단지                                         | 당진시                                                         | 산업단지길                                       | 면천면                                                                |                                                                                 |
| (고개)                                               | 당진시                                                         |                                                  | 면천면                                                                |                                                                                 |
|                                                      | 당진시                                                         | 합덕읍                                           |                                                                       |                                                                                 |
| 합덕농공단지                                         | 당진시                                                         | 농공단지길                                       |                                                                       |                                                                                 |
| 도곡교                                               | 당진시                                                         |                                                  |                                                                       |                                                                                 |
| 합덕 교차로                                          | 당진시                                                         | 국도 제32호선 (예당평야로)                       |                                                                       |                                                                                 |
| 소소 교차로                                          | 당진시                                                         | 지방도 제615호선 (남부로) 면천로                 |                                                                       |                                                                                 |
| 송산 교차로                                          | 당진시                                                         | 덕평로                                           | 우강면                                                                |                                                                                 |
| 솔뫼 교차로                                          | 당진시                                                         | 솔뫼로                                           | 우강면                                                                |                                                                                 |
| 창리 교차로                                          | 당진시                                                         | 지방도 제622호선 (평야2로)                       | 우강면                                                                |                                                                                 |
| 성원 교차로                                          | 당진시                                                         | 면천로 평야3로                                   | 우강면                                                                |                                                                                 |
| 대포 교차로                                          | 당진시                                                         | 면천로 평야5로                                   | 우강면                                                                |                                                                                 |
| 원내경 교차로                                        | 당진시                                                         | 면천로 평야1로 평야6로                           | 우강면                                                                |                                                                                 |
| 후경 교차로                                          | 당진시                                                         | 내경길 후경1길                                   | 우강면                                                                |                                                                                 |
| 후경 교차로                                          | 당진시                                                         | 내경길 후경1길                                   | 합덕읍                                                                |                                                                                 |
| 선우대교                                             | 당진시                                                         |                                                  |                                                                       |                                                                                 |
|                                                      | 아산시                                                         | 선장면                                           |                                                                       |                                                                                 |
| 선창 교차로                                          | 아산시                                                         | 선장면                                           | 지방도 제623호선 (아산만로)                                           |                                                                                 |
| 대흥교                                               | 아산시                                                         | 선장면                                           |                                                                       |                                                                                 |
| 신기 교차로                                          | 아산시                                                         | 선장면                                           | 부엉산길                                                              |                                                                                 |
| 가내 교차로 (가내교)                                 | 아산시                                                         | 가내길                                           | 신창면                                                                |                                                                                 |
| 궁화 교차로 (궁화교)                                 | 아산시                                                         | 궁화로                                           | 신창면                                                                |                                                                                 |
| 가덕교                                               | 아산시                                                         |                                                  | 신창면                                                                |                                                                                 |
| 가덕 교차로                                          | 아산시                                                         | 신창로                                           | 신창면                                                                |                                                                                 |
| 강청1교                                              | 아산시                                                         |                                                  | 신창면                                                                |                                                                                 |
|                                                      | 아산시                                                         | 염치읍                                           |                                                                       |                                                                                 |
| 중방 교차로                                          | 아산시                                                         | 지방도 제624호선 (현대로)                        |                                                                       |                                                                                 |
| 중방1교 중방2교 와천1교 와천2교                      | 아산시                                                         |                                                  |                                                                       |                                                                                 |
| 중서 교차로                                          | 아산시                                                         |                                                  | 미개통                                                                |                                                                                 |
| 와천1교 와천2교                                      | 아산시                                                         |                                                  |                                                                       |                                                                                 |
| 서원 교차로                                          | 아산시                                                         | 국도 제39호선 (아산로)                           |                                                                       |                                                                                 |
| 신수 교차로                                          | 아산시                                                         | 신수리길                                         | 음봉면                                                                |                                                                                 |
| 온천 교차로                                          | 아산시                                                         | 지방도 제628호선 (아산온천로)                    | 음봉면                                                                | 미개통 구간                                                                     |
| 배더 교차로 (지하차도)                               | 아산시                                                         | 지방도 제628호선 (아산온천로)                    | 음봉면                                                                | 미개통 구간 지방도 제628호선과 중복                                             |
| 음봉 교차로                                          | 아산시                                                         | 국도 제45호선 (충무로) 지방도 제628호선 (음봉로) | 음봉면                                                                | 지방도 제628호선과 중복 국도 제45호선과 중복                                    |
| 어르목터널                                           | 아산시                                                         |                                                  | 음봉면                                                                | 국도 제45호선과 중복 상행 연장 728m 하행 연장 680m                              |
| 원남 교차로                                          | 아산시                                                         | 국도 제45호선 (충무로)                           | 음봉면                                                                | 국도 제45호선과 중복                                                            |
| 원남교                                               | 아산시                                                         |                                                  | 음봉면                                                                |                                                                                 |
| 원남리                                               | 아산시                                                         | 연암산로                                         | 음봉면                                                                |                                                                                 |
| 음봉산단 교차로                                      | 아산시                                                         | 국도 제43호선 (세종평택로)                       | 음봉면                                                                |                                                                                 |
| 쌍룡초등학교                                         | 아산시                                                         |                                                  | 음봉면                                                                |                                                                                 |
| 쌍용사거리                                           | 아산시                                                         | 월암로                                           | 음봉면                                                                |                                                                                 |
| 쌍용교                                               | 아산시                                                         |                                                  | 음봉면                                                                |                                                                                 |
| 석곡리                                               | 돌실길                                                         | 천안시                                           | 서북구 직산읍                                                         |                                                                                 |
| 율금교                                               |                                                                | 천안시                                           | 서북구 성환읍                                                         |                                                                                 |
| 매주 교차로                                          | 국도 제1호선 국도 제34호선 (삼사로)                            | 천안시                                           | 서북구 성환읍                                                         |                                                                                 |
| 매주교 매주육교                                      |                                                                | 천안시                                           | 서북구 성환읍                                                         |                                                                                 |
| 매주사거리                                           | 성환1로 연암율금로                                             | 천안시                                           | 서북구 성환읍                                                         |                                                                                 |
| (성환농협 남부지점)                                  | 성환1로                                                        | 천안시                                           | 서북구 성환읍                                                         |                                                                                 |
| (성환5리)                                            | 천안대로                                                       | 천안시                                           | 서북구 성환읍                                                         |                                                                                 |
| (수향3리)                                            | 연암로                                                         | 천안시                                           | 서북구 성환읍                                                         |                                                                                 |
| 천안연암대학 도하초등학교                            |                                                                | 천안시                                           | 서북구 성환읍                                                         |                                                                                 |
| 제3도하교                                            |                                                                | 천안시                                           | 서북구 성환읍                                                         |                                                                                 |
|                                                      | 서북구 입장면                                                  | 천안시                                           |                                                                       |                                                                                 |
| 신계리입구                                           | 신계길 연곡길                                                  | 천안시                                           |                                                                       |                                                                                 |

- 기존 구간 (2015년 이전 노선)
  - 합덕 교차로 - 합도초등학교 - 합도초교사거리 - 합덕여고앞 교차로 - 합덕여자고등학교, 합덕여자중학교 - 합덕중학교, 합덕제철고등학교 - 읍민회관앞 교차로 - (합덕마트) - 합덕공용버스터미널 - 합덕네거리 - 양조장사거리 - 창교 - 성원 교차로 - 내경초등학교(폐교) - 후경 교차로

- 계획중(염치 ~ 삼거간 도로) : 서원 교차로 ~ 신수 교차로 ~ 온천 교차로 ~ 배더 교차로 ~ 산소말 교차로 ~ 삼거 교차로(음봉 교차로)

### 경기도
| 이름                                              | 접속 노선                                                          | 소재지                                           | 소재지                                                      | 비고                                                                          |
| ------------------------------------------------- | ------------------------------------------------------------------ | ------------------------------------------------ | ----------------------------------------------------------- | ----------------------------------------------------------------------------- |
| 신계리입구                                        | 신계길 연곡길                                                      | 안성시                                           | 미양면                                                      |                                                                               |
| 개정초등학교 고지교 진촌교                        |                                                                    | 안성시                                           | 미양면                                                      |                                                                               |
| 정동리                                            | 지방도 제302호선 (신두만곡로)                                      | 안성시                                           | 미양면                                                      |                                                                               |
| 정동리사거리                                      | 샘골길                                                             | 안성시                                           | 미양면                                                      |                                                                               |
| 신기 교차로                                       | 국가지원지방도 제23호선 (안성대로)                                 | 안성시                                           | 미양면                                                      |                                                                               |
| 두원공업고등학교                                  |                                                                    | 안성시                                           | 미양면                                                      |                                                                               |
| 막방이고개                                        |                                                                    | 안성시                                           | 미양면                                                      |                                                                               |
|                                                   | 안성동                                                             | 안성시                                           |                                                             |                                                                               |
| 경찰서앞사거리                                    | 알미산로                                                           | 안성시                                           |                                                             |                                                                               |
| 안성상공회의소 안성소방서 도기교 도기2교          |                                                                    | 안성시                                           |                                                             |                                                                               |
| (안성대교 남단)                                   | 안성맞춤대로 미양로                                                | 안성시                                           |                                                             |                                                                               |
| 안성대교                                          |                                                                    | 안성시                                           |                                                             |                                                                               |
| 안성대교북사거리                                  | 강변로                                                             | 안성시                                           |                                                             |                                                                               |
| 인지사거리                                        | 안성맞춤대로 장기로                                                | 안성시                                           |                                                             |                                                                               |
| 내혜홀광장                                        | 중앙로                                                             | 안성시                                           |                                                             |                                                                               |
| 한경대학교앞 교차로                               | 대학로 이양로                                                      | 안성시                                           |                                                             |                                                                               |
| 한경대시외버스정류장                              |                                                                    | 안성시                                           |                                                             |                                                                               |
| 안성의료원앞 교차로                               | 고수2로                                                            | 안성시                                           |                                                             |                                                                               |
| 이마트 안성점 읍내교                              |                                                                    | 안성시                                           |                                                             |                                                                               |
| 옥산주공아파트앞 교차로                           | 개내교3길                                                          | 안성시                                           |                                                             |                                                                               |
| 제1산업단지사거리                                 | 알미산로 중앙로                                                    | 안성시                                           |                                                             |                                                                               |
| 농심앞사거리                                      | 공단1로 남파로                                                     | 안성시                                           |                                                             |                                                                               |
| 코미코삼거리                                      | 모산로                                                             | 안성시                                           |                                                             |                                                                               |
| 모산사거리                                        | 국도 제38호선 (서동대로)                                           | 안성시                                           |                                                             |                                                                               |
| 모산 교차로                                       | 국가지원지방도 제23호선 (안성대로) (만세로)                        | 안성시                                           | 대덕면                                                      |                                                                               |
| 보동 교차로                                       | 모산로                                                             | 안성시                                           | 대덕면                                                      |                                                                               |
| 토현 교차로                                       | 안성맞춤대로                                                       | 안성시                                           | 대덕면                                                      |                                                                               |
| 대농교                                            |                                                                    | 안성시                                           | 대덕면                                                      |                                                                               |
|                                                   | 고삼면                                                             | 안성시                                           |                                                             |                                                                               |
| 한천교 고삼1가도교                                |                                                                    | 안성시                                           |                                                             |                                                                               |
| 고삼 교차로 (고삼2가도교)                         | 국가지원지방도 제82호선 (안성대로) 신창길                          | 안성시                                           | 국가지원지방도 제82호선과 중복                              |                                                                               |
| 가유리                                            | 지방도 제306호선 (안성맞춤대로)                                    | 안성시                                           | 국가지원지방도 제82호선과 중복 지방도 제306호선과 중복      |                                                                               |
| 고삼면사무소 고삼초등학교                         |                                                                    | 안성시                                           | 국가지원지방도 제82호선과 중복 지방도 제306호선과 중복      |                                                                               |
| (봉산1교 북단)                                    | 지방도 제306호선 (미륵로)                                          | 안성시                                           | 국가지원지방도 제82호선과 중복 지방도 제306호선과 중복      |                                                                               |
| 담배고개 월랑교 봉지교                            |                                                                    | 안성시                                           | 국가지원지방도 제82호선과 중복                              |                                                                               |
| 쌍지교                                            | 쌍지길                                                             | 안성시                                           | 국가지원지방도 제82호선과 중복                              |                                                                               |
| 가현대교                                          |                                                                    | 안성시                                           | 국가지원지방도 제82호선과 중복                              | 보개면                                                                        |
| 서삼삼거리                                        | 국가지원지방도 제57호선 (보개원삼로)                               | 안성시                                           | 국가지원지방도 제57, 82호선과 중복                          | 보개면                                                                        |
| 천주교공원묘지 교차로                             | 국가지원지방도 제57호선 (보개원삼로)                               | 안성시                                           | 국가지원지방도 제57, 82호선과 중복                          | 보개면                                                                        |
| 안성추모공원 골프존카운티안성H                    |                                                                    | 안성시                                           | 국가지원지방도 제82호선과 중복                              | 보개면                                                                        |
| 가현치                                            |                                                                    | 안성시                                           | 국가지원지방도 제82호선과 중복                              | 보개면                                                                        |
|                                                   | 삼죽면                                                             | 안성시                                           | 국가지원지방도 제82호선과 중복                              |                                                                               |
| 배태교                                            |                                                                    | 안성시                                           | 국가지원지방도 제82호선과 중복                              |                                                                               |
| 삼죽면사무소                                      | 지방도 제306호선 지방도 제325호선 (삼죽로)                         | 안성시                                           | 국가지원지방도 제82호선과 중복 지방도 제306, 325호선과 중복 |                                                                               |
| (삼죽)                                            | 지방도 제325호선 (삼백로)                                          | 안성시                                           | 국가지원지방도 제82호선과 중복 지방도 제306, 325호선과 중복 |                                                                               |
| (두현육교)                                        | 국도 제38호선 (서동대로)                                           | 안성시                                           | 죽산면                                                      | 국가지원지방도 제82호선과 중복 지방도 제306호선과 중복                        |
| 죽산교                                            |                                                                    | 안성시                                           | 죽산면                                                      | 국가지원지방도 제82호선과 중복 지방도 제306호선과 중복                        |
| 죽산삼거리                                        | 지방도 제306호선 (죽주로)                                          | 안성시                                           | 죽산면                                                      | 국가지원지방도 제82호선과 중복 지방도 제306호선과 중복                        |
| 두현 교차로                                       | 국도 제38호선 (서동대로) 국가지원지방도 제82호선 (걸미로)          | 안성시                                           | 죽산면                                                      | 국가지원지방도 제82호선과 중복 국도 제38호선과 중복                           |
| 두원육교                                          | 관음당길                                                           | 안성시                                           | 죽산면                                                      | 국도 제38호선과 중복                                                          |
| 장원산업단지 교차로                               | 장원공단길                                                         | 안성시                                           | 죽산면                                                      | 국도 제38호선과 중복                                                          |
| 정원육교                                          | 장원남산길                                                         | 안성시                                           | 죽산면                                                      | 국도 제38호선과 중복                                                          |
| 장원교                                            |                                                                    | 안성시                                           | 죽산면                                                      | 국도 제38호선과 중복                                                          |
| 죽산삼거리                                        | 지방도 제306호선 (죽주로)                                          | 안성시                                           | 죽산면                                                      | 국도 제38호선과 중복 지방도 제306호선과 중복                                  |
| 죽산 교차로                                       | 국도 제17호선 (죽양대로) 국도 제38호선 지방도 제306호선 (서동대로) | 안성시                                           | 죽산면                                                      | 국도 제38호선과 중복 국도 제17호선과 중복 지방도 제306호선과 중복             |
| 매산 교차로                                       | 하구산길                                                           | 안성시                                           | 죽산면                                                      | 국도 제17호선과 중복                                                          |
| 한평교                                            |                                                                    | 안성시                                           | 죽산면                                                      | 국도 제17호선과 중복                                                          |
|                                                   | 일죽면                                                             | 안성시                                           |                                                             | 국도 제17호선과 중복                                                          |
| 방초교                                            |                                                                    | 안성시                                           |                                                             | 국도 제17호선과 중복                                                          |
| 오방삼거리                                        | 국도 제17호선 (죽양대로)                                           | 안성시                                           |                                                             | 국도 제17호선과 중복                                                          |
| 방초초등학교                                      |                                                                    | 안성시                                           |                                                             |                                                                               |
| 은석사거리                                        | 지방도 제318호선 (원설로)                                          | 안성시                                           |                                                             |                                                                               |
| 사실터고개                                        |                                                                    | 안성시                                           |                                                             |                                                                               |
|                                                   | 이천시                                                             | 모가면                                           |                                                             |                                                                               |
| 진가초등학교 마옥분교(폐교)                       | 이천시                                                             | 모가면                                           |                                                             |                                                                               |
| 어농리                                            | 이천시                                                             | 모가면                                           | 공원로                                                      | 35호선 중부고속도로 남이천 나들목과 연결                                      |
| 모가육교 이천테르메덴 진가초등학교 모가분교(폐교) | 이천시                                                             | 모가면                                           |                                                             |                                                                               |
| 신갈교                                            | 이천시                                                             | 모가면                                           |                                                             |                                                                               |
|                                                   | 이천시                                                             | 중리동                                           |                                                             |                                                                               |
| 대포삼거리                                        | 이천시                                                             | 지방도 제329호선 (진상미로)                      |                                                             |                                                                               |
| 대포 교차로                                       | 이천시                                                             | 대장로                                           |                                                             |                                                                               |
| 단월교                                            | 이천시                                                             | 단월로                                           |                                                             |                                                                               |
| 장록교                                            | 이천시                                                             |                                                  |                                                             |                                                                               |
| 장록 회전교차로                                   | 이천시                                                             | 국도 제42호선 (중부대로)                         | 국도 제42호선과 중복                                        |                                                                               |
| 장록동삼거리                                      | 이천시                                                             |                                                  | 국도 제42호선과 중복                                        |                                                                               |
| 가좌삼거리                                        | 이천시                                                             |                                                  | 국도 제42호선과 중복                                        | 부발읍                                                                        |
| 복하 교차로                                       | 이천시                                                             | 국도 제3호선 (경충대로) 국도 제42호선 (중부대로) | 국도 제42호선과 중복 국도 제3호선과 중복                    | 부발읍                                                                        |
| 복하교                                            | 이천시                                                             |                                                  | 국도 제3호선과 중복                                         | 부발읍                                                                        |
| 복하교                                            | 이천시                                                             | 중리동                                           | 국도 제3호선과 중복                                         |                                                                               |
| 진리삼거리                                        | 이천시                                                             | 경충대로2481번길                                 | 국도 제3호선과 중복                                         |                                                                               |
| 신진리사거리                                      | 이천시                                                             | 구만리로                                         | 국도 제3호선과 중복                                         |                                                                               |
| 설봉삼거리                                        | 이천시                                                             | 중리천로 중리천로115번길                         | 국도 제3호선과 중복                                         |                                                                               |
| 이천사거리                                        | 이천시                                                             | 국도 제3호선 (경충대로) 이섭대천로               | 국도 제3호선과 중복                                         |                                                                               |
| 고속터미널사거리                                  | 이천시                                                             | 남천로                                           |                                                             |                                                                               |
| 이천종합버스터미널                                | 이천시                                                             |                                                  |                                                             |                                                                               |
| 터미널사거리                                      | 이천시                                                             | 중리천로                                         |                                                             |                                                                               |
| 분수대오거리                                      | 이천시                                                             | 어재연로 영창로                                  | 창전동                                                      |                                                                               |
| 창전사거리                                        | 이천시                                                             | 향교로                                           | 창전동                                                      |                                                                               |
| 증포사거리                                        | 이천시                                                             | 갈산로 증신로                                    | 증포동                                                      |                                                                               |
| 선경아파트삼거리                                  | 이천시                                                             |                                                  | 증포동                                                      |                                                                               |
| 대우2차APT삼거리                                  | 이천시                                                             | 이섭대천로1407번길 이섭대천로1410번길            | 증포동                                                      |                                                                               |
| 증포초등학교                                      | 이천시                                                             |                                                  | 증포동                                                      |                                                                               |
| 이마트사거리                                      | 이천시                                                             | 이섭대천로1439번길                               | 증포동                                                      |                                                                               |
| 증포 교차로                                       | 이천시                                                             | 지방도 제337호선 (황무로)                        | 증포동                                                      |                                                                               |
| 증포교                                            | 이천시                                                             |                                                  | 증포동                                                      |                                                                               |
| 모전삼거리                                        | 이천시                                                             | 청백리로                                         | 백사면                                                      |                                                                               |
| 백사 교차로                                       | 이천시                                                             | 국도 제3호선 (성남이천로)                        | 백사면                                                      |                                                                               |
| 백사중학교 휘궁교                                 | 이천시                                                             |                                                  | 백사면                                                      |                                                                               |
| 현방삼거리                                        | 이천시                                                             | 현방로                                           | 백사면                                                      |                                                                               |
| 송말리                                            | 이천시                                                             | 원적로                                           | 백사면                                                      |                                                                               |
| 송말교                                            | 이천시                                                             |                                                  | 백사면                                                      |                                                                               |
| 외사사거리                                        | 남산로 지경계길                                                    | 여주시                                           | 흥천면                                                      |                                                                               |
| 외사교                                            |                                                                    | 여주시                                           | 흥천면                                                      |                                                                               |
| 문장 교차로                                       | 흥천로 문바실길                                                    | 여주시                                           | 흥천면                                                      |                                                                               |
| 북여주 나들목 (흥천이포IC 교차로) 흥천이포 나들목 | 45호선 중부내륙고속도로 52호선 광주원주고속도로                    | 여주시                                           | 흥천면                                                      | 구 북여주IC 교차로                                                            |
| 이포중학교 이포고등학교                           |                                                                    | 여주시                                           | 흥천면                                                      |                                                                               |
| 금사교                                            |                                                                    | 여주시                                           | 흥천면                                                      |                                                                               |
|                                                   | 금사면                                                             | 여주시                                           |                                                             |                                                                               |
| 궁리삼거리                                        | 금품2로                                                            | 여주시                                           |                                                             |                                                                               |
| 이포초등학교                                      | 지방도 제333호선 (능북로)                                          | 여주시                                           | 지방도 제333호선과 중복                                     |                                                                               |
| 서원사거리                                        | 이포로 서원길                                                      | 여주시                                           | 지방도 제333호선과 중복                                     |                                                                               |
| 이포대교사거리                                    | 국가지원지방도 제88호선 지방도 제333호선 (금사로)                  | 여주시                                           | 지방도 제333호선과 중복 국가지원지방도 제88호선과 중복      |                                                                               |
| 이포대교                                          |                                                                    | 여주시                                           | 국가지원지방도 제88호선과 중복                              |                                                                               |
| 이포대교                                          | 대신면                                                             | 여주시                                           | 국가지원지방도 제88호선과 중복                              |                                                                               |
| 천서사거리                                        | 국도 제37호선 국가지원지방도 제88호선 (여양로)                     | 여주시                                           | 국가지원지방도 제88호선과 중복                              |                                                                               |
| 송촌초등학교 장고개 계림교                        |                                                                    | 여주시                                           |                                                             |                                                                               |
| (곡수초등학교입구)                                | 수곡로                                                             | 양평군                                           | 지평면                                                      |                                                                               |
| 곡수리                                            | 지방도 제341호선 (곡수길)                                          | 양평군                                           | 지평면                                                      | 지방도 제341호선과 중복                                                       |
| (곡수교 서단)                                     | 지방도 제341호선 (대평로)                                          | 양평군                                           | 지평면                                                      | 지방도 제341호선과 중복                                                       |
| 말미 교차로                                       | 지평로                                                             | 양평군                                           | 지평면                                                      |                                                                               |
| 말미교 여촌교                                     |                                                                    | 양평군                                           | 지평면                                                      |                                                                               |
| 지평의병 교차로                                   | 지방도 제341호선 (그릇고개길)                                      | 양평군                                           | 지평면                                                      |                                                                               |
| 역말교                                            |                                                                    | 양평군                                           | 지평면                                                      |                                                                               |
| 송현 교차로                                       | 지평로                                                             | 양평군                                           | 지평면                                                      |                                                                               |
| 월파교                                            | 월산길                                                             | 양평군                                           | 지평면                                                      |                                                                               |
| 광탄교                                            |                                                                    | 양평군                                           | 지평면                                                      |                                                                               |
|                                                   | 용문면                                                             | 양평군                                           |                                                             |                                                                               |
| 광탄삼거리                                        | 용문로                                                             | 양평군                                           |                                                             |                                                                               |
| 광탄정류장 용문산지구 전투전적비 용문초등학교     |                                                                    | 양평군                                           |                                                             |                                                                               |
| 봉상삼거리                                        | 국도 제6호선 국도 제44호선 (경강로)                                | 양평군                                           | 단월면                                                      | 국도 제6, 44호선과 중복                                                       |
| 삼가 교차로                                       | 지방도 제345호선 (양동로) 봉상길                                   | 양평군                                           | 단월면                                                      | 국도 제6, 44호선과 중복 지방도 제345호선과 중복                               |
| 봉상2교                                           |                                                                    | 양평군                                           | 단월면                                                      | 국도 제6, 44호선과 중복 지방도 제345호선과 중복                               |
| 부안교                                            | 봉상길 재인동길                                                    | 양평군                                           | 단월면                                                      | 국도 제6, 44호선과 중복 지방도 제345호선과 중복                               |
| 단월 교차로 (단월교)                              | 보룡길                                                             | 양평군                                           | 단월면                                                      | 국도 제6, 44호선과 중복 지방도 제345호선과 중복 상행 진입 불가 하행 진출 불가 |
| 보룡 교차로                                       | 국도 제6호선 국도 제44호선 (경강로)                                | 양평군                                           | 단월면                                                      | 국도 제6, 44호선과 중복 지방도 제345호선과 중복                               |
| 보덕 교차로                                       | 보룡길                                                             | 양평군                                           | 단월면                                                      | 지방도 제345호선과 중복                                                       |
| 덕수 교차로                                       | 지방도 제345호선 (석산로)                                          | 양평군                                           | 단월면                                                      | 지방도 제345호선과 중복                                                       |
| 명성터널                                          |                                                                    | 양평군                                           | 단월면                                                      | 연장 700m                                                                     |
| 명성 교차로                                       | 통골길                                                             | 양평군                                           | 단월면                                                      |                                                                               |

- 기존 구간 (2012년 이전 노선)
  - 안성시 인지사거리 - 서인사거리 - 금산 교차로 - 금산사거리 - 영성재사거리 - 당왕사거리 - 토현 교차로 - 고삼교 - (하갈입구) - 가유교
  - 여주시 말미 교차로 - 지평중학교, 지평고등학교 - 지평사거리 - 지평교 - 지평리지구 전투전적비 - 송현 교차로

### 강원특별자치도
| 이름                                                               | 접속 노선                                                   | 소재지 | 소재지                        | 비고                           |
| ------------------------------------------------------------------ | ----------------------------------------------------------- | ------ | ----------------------------- | ------------------------------ |
| 굴업리                                                             | 지방도 제494호선 (한서로)                                   | 홍천군 | 서면                          | 지방도 제494호선과 중복        |
| 대곡리                                                             | 한치골길                                                    | 홍천군 | 서면                          | 지방도 제494호선과 중복        |
| 대곡초등학교                                                       |                                                             | 홍천군 | 서면                          | 지방도 제494호선과 중복        |
| 대곡고개                                                           | 지방도 제494호선 (한서로)                                   | 홍천군 | 서면                          | 지방도 제494호선과 중복        |
| 대곡치                                                             |                                                             | 홍천군 | 서면                          | 해발 320m                      |
| 두미삼거리                                                         | 국가지원지방도 제86호선 (개야로)                            | 홍천군 | 서면                          | 국가지원지방도 제86호선과 중복 |
| 서면 행정복지센터 반곡초등학교 감물악교 반곡교 팔봉교 팔봉산관광지 |                                                             | 홍천군 | 서면                          | 국가지원지방도 제86호선과 중복 |
| 어유포삼거리                                                       | 석화촌길                                                    | 홍천군 | 서면                          | 국가지원지방도 제86호선과 중복 |
| (구만교 서단)                                                      | 팔봉산로                                                    | 홍천군 | 서면                          | 국가지원지방도 제86호선과 중복 |
| 광판중학교 광판교                                                  |                                                             | 춘천시 | 남산면                        | 국가지원지방도 제86호선과 중복 |
| (이름 없음)                                                        | 충효로                                                      | 춘천시 | 남산면                        | 국가지원지방도 제86호선과 중복 |
| 광판초등학교                                                       |                                                             | 춘천시 | 남산면                        | 국가지원지방도 제86호선과 중복 |
| 광판삼거리                                                         | 국가지원지방도 제86호선 (종자리로)                          | 춘천시 | 남산면                        | 국가지원지방도 제86호선과 중복 |
| 탑골삼거리                                                         | 김유정로                                                    | 춘천시 | 남산면                        |                                |
| 덕만이터널                                                         |                                                             | 춘천시 | 남산면                        | 상행 연장 880m 하행 연장 867m  |
| 덕만이터널                                                         | 신동면                                                      | 춘천시 |                               | 상행 연장 880m 하행 연장 867m  |
| 덕만이사거리                                                       | 김유정로 혈동고개길                                         | 춘천시 |                               |                                |
| 혈동1교 혈동2교 혈동3교                                            |                                                             | 춘천시 |                               |                                |
| 혈동삼거리                                                         | 오봉길                                                      | 춘천시 |                               |                                |
| 삼포삼거리                                                         |                                                             | 춘천시 |                               |                                |
| 삼포 교차로                                                        | 김유정로                                                    | 춘천시 |                               |                                |
| 삼포교 삼포1교 거문교                                              |                                                             | 춘천시 |                               |                                |
| 팔미2 교차로                                                       | 김유정로                                                    | 춘천시 |                               |                                |
| 팔미4교                                                            |                                                             | 춘천시 |                               |                                |
| 팔미 교차로                                                        | 국도 제46호선 (경춘로) (순환대로)                           | 춘천시 |                               |                                |
| 칠전사거리                                                         | 경춘로 칠전동길                                             | 춘천시 | 강남동                        |                                |
| 칠전동                                                             | 옛경춘로 칠전서길                                           | 춘천시 | 강남동                        |                                |
| 춘천호반요양병원                                                   | 자라우새길                                                  | 춘천시 | 강남동                        |                                |
| 삼천사거리                                                         | 스포츠타운길                                                | 춘천시 | 강남동                        |                                |
| 춘천시립도서관                                                     |                                                             | 춘천시 | 강남동                        |                                |
| 공지천교                                                           |                                                             | 춘천시 | 강남동                        |                                |
|                                                                    | 근화동                                                      | 춘천시 |                               |                                |
| 공지천사거리                                                       | 영서로 중앙로                                               | 춘천시 |                               |                                |
| 춘천하수처리장 근화동 행정복지센터                                 |                                                             | 춘천시 |                               |                                |
| 평화공원사거리                                                     | 당간지주길                                                  | 춘천시 |                               |                                |
| 호반사거리                                                         | 소양로 후석로                                               | 춘천시 |                               |                                |
| 소양강제2교                                                        |                                                             | 춘천시 |                               |                                |
|                                                                    | 신사우동                                                    | 춘천시 |                               |                                |
| 사우사거리                                                         | 영서로                                                      | 춘천시 |                               |                                |
| (소양1교 북단)                                                     | 우두강둑길 충열로48번길                                     | 춘천시 |                               |                                |
| 강원도농업기술원 소양초등학교                                      |                                                             | 춘천시 |                               |                                |
| 우두사거리                                                         | 사우로                                                      | 춘천시 |                               |                                |
| (대명주유소)                                                       | 충열로                                                      | 춘천시 |                               |                                |
| 여우고개사거리                                                     | 신동로 신샘밭로                                             | 춘천시 |                               |                                |
| 도립화목원                                                         |                                                             | 춘천시 |                               |                                |
| 인형극장사거리                                                     | 지방도 제403호선 (영서로)                                   | 춘천시 | 지방도 제403호선과 중복       |                                |
| 신매대교                                                           |                                                             | 춘천시 | 지방도 제403호선과 중복       |                                |
|                                                                    | 서면                                                        | 춘천시 | 지방도 제403호선과 중복       |                                |
| 신매 교차로                                                        | 지방도 제403호선 (박사로)                                   | 춘천시 | 지방도 제403호선과 중복       |                                |
| 신매터널                                                           |                                                             | 춘천시 | 상행 연장 336m 하행 연장 354m |                                |
| 월송 교차로 (서상4교)                                              | 월송길                                                      | 춘천시 |                               |                                |
| 서상3교                                                            | 툇골길                                                      | 춘천시 | 상행 진입 불가 하행 진출 불가 |                                |
| 서상 교차로 (서상2교)                                              | 박사로                                                      | 춘천시 |                               |                                |
| 서상대교                                                           |                                                             | 춘천시 |                               |                                |
| 춘천댐삼거리                                                       | 국도 제5호선 국도 제56호선 국가지원지방도 제56호선 (영서로) | 춘천시 | 종점                          |                                |

- 기존 구간 (2012년 이전 노선)
  - 춘천시 탑골삼거리 - 덕만이고개 - 삼포교 - 금병초등학교 - 신동면 행정복지센터 - 구 김유정역 - 춘천퇴계농공단지 - 퇴계사거리
- 기존 구간 (2014년 이전 노선)
  - 춘천시 신매리 - 서상초등학교 - 서상3교 - 춘천댐삼거리
- 공사 구간(반곡 ~ 남산간 도로, 2019년 완공 예정) : 반곡교 ~ 잣방산터널 ~ 광판삼거리
- 공사 구간(신매 ~ 오월간 도로, 2016년 완공 예정) : 춘천시 서면 신매리 ~ 오월리

## 도로명
충청남도
- 청양군 대치면 탄정 교차로 ~ 청양읍 교월삼거리 : 칠갑산로
- 청양군 청양읍 교월삼거리 ~ 예산군 신양면 칠성암삼거리 : 청신로
- 예산군 신양면 칠성암삼거리 ~ 대덕 교차로 : 대덕로
- 예산군 신양면 대덕 교차로 ~ 예산읍 무한 교차로 : 차동로
- 예산군 예산읍 무한 교차로 ~ 석양 교차로 : 충서로
- 예산군 예산읍 석양 교차로 ~ 덕산면 해미터널 : 윤봉길로
- 서산시 해미면 해미터널 ~ 잠양 교차로 : 한티로
- 서산시 해미면 잠양 교차로 ~ 수석동 석림사거리 : 중앙로
- 서산시 해미면 수석동 석림사거리 ~ 석남동 예천사거리 : 서해로
- 서산시 석남동 예천사거리 ~ 지곡면 지곡 교차로 : 충의로
- 서산시 지곡면 지곡 교차로 ~ 음암면 탑곡 교차로 : 백제사신로
- 서산시 음암면 탑곡 교차로 ~ 운산면 운산 교차로 : 서해로
- 서산시 운산면 운산 교차로 ~ 구룡고개 : 운암로
- 당진시 당진동 구룡고개 ~ 구룡삼거리 : 역천로
- 당진시 당진동 구룡삼거리 ~ 합덕읍 합덕 교차로 : 면천로
- 당진시 합덕읍 합덕 교차로 ~ 우강면 후경 교차로 : 합덕 ~ 우강간 도로
- 당진시 합덕읍 후경 교차로 ~ 선우대교 : 면천로
- 당진시 합덕읍 선우대교 ~ 아산시 염치읍 서원 교차로 : 충절로
- 아산시 음봉면 음봉 교차로 ~ 원남 교차로 : 충무로
- 아산시 음봉면 원남 교차로 ~ 천안시 서북구 성환읍 매주사거리 : 연암율금로
- 천안시 서북구 성환읍 매주사거리 ~ (성환농협 남부지점) : 성환1로
- 천안시 서북구 성환읍 (성환농협 남부지점) ~ (성환5리) : 성환중앙로
- 천안시 서북구 성환읍 (성환5리) ~ (수향3리) : 성월수향길
- 천안시 서북구 성환읍 (수향3리) ~ 신계리입구 : 연암로

경기도
- 안성시 미양면 신계리입구 ~ 안성동 (안성대교 남단) : 미양로
- 안성시 안성동 (안성대교 남단) ~ 인지사거리 : 안성맞춤대로
- 안성시 안성동 인지사거리 ~ 내혜홀광장 : 장기로
- 안성시 안성동 내혜홀광장 ~ 제1산업단지사거리 : 중앙로
- 안성시 안성동 제1산업단지사거리 ~ 모산사거리 : 공단로
- 안성시 안성동 모산사거리 ~ 대덕면 모산 교차로 : 만세로
- 안성시 대덕면 모산 교차로 ~ 고삼면 고삼 교차로 : 안성대로
- 안성시 고삼면 고삼 교차로 ~ 가유리 : 신창길
- 안성시 고삼면 가유리 ~ 보개면 서삼삼거리 : 고삼호수로
- 안성시 보개면 서삼삼거리 ~ 천주교공원묘지 교차로 : 보개원삼로
- 안성시 보개면 천주교공원묘지 교차로 ~ 삼죽면 삼죽면사무소 : 보삼로
- 안성시 삼죽면 삼죽면사무소 ~ 용월리 : 삼죽로
- 안성시 죽산면 두현리 ~ 죽산삼거리 : 죽주로
- 안성시 죽산면 죽산삼거리 ~ 두현 교차로 : 걸미로
- 안성시 죽산면 두현 교차로 ~ 죽산 교차로 : 서동대로
- 안성시 죽산면 죽산 교차로 ~ 일죽면 오방삼거리 : 죽양대로
- 안성시 일죽면 오방삼거리 ~ 이천시 중리동 대포삼거리 : 사실로
- 이천시 중리동 대포삼거리 ~ 장록 회전교차로 : 진상미로
- 이천시 중리동 장록 회전교차로 ~ 부발읍 복하 교차로 : 중부대로
- 이천시 부발읍 복하 교차로 ~ 중리동 이천사거리 : 경충대로
- 이천시 중리동 이천사거리 ~ 증포동 증포 교차로 : 이섭대천로
- 이천시 증포동 증포 교차로 ~ 여주시 대신면 천서사거리 : 이여로
- 여주시 대신면 천서사거리 ~ 양평군 지평면 (곡수초등학교입구) : 여양1로
- 양평군 지평면 (곡수초등학교입구) ~ 말미 교차로 : 지평로
- 양평군 지평면 말미 교차로 ~ 송현 교차로 : 지평우회도로
- 양평군 지평면 송현 교차로 ~ 용문면 광탄삼거리 : 지평로
- 양평군 용문면 광탄삼거리 ~ 단월면 봉상삼거리 : 용문로
- 양평군 단월면 봉상삼거리 ~ 보룡 교차로 : 경강로
- 양평군 단월면 보룡 교차로 ~ 명성리 : 단월로

강원도
- 홍천군 서면 굴업리 : 단월로
- 홍천군 서면 굴업리 ~ 대곡고개 : 한서로
- 홍천군 서면 대곡고개 ~ (구만교 서단) : 팔봉산로
- 홍천군 서면 (구만교 서단) ~ 춘천시 남산면 탑골삼거리 : 김유정로
- 춘천시 남산면 탑골삼거리 ~ 신동면 팔미 교차로 : 남산 ~ 춘천간 도로
- 춘천시 신동면 팔미 교차로 ~ 강남동 칠전사거리 : 경춘로
- 춘천시 강남동 칠전사거리 ~ 근화동 공지천사거리 : 옛경춘로
- 춘천시 근화동 공지천사거리 ~ 신사우동 사우사거리 : 영서로
- 춘천시 신사우동 사우사거리 ~ (대명주유소) : 충열로
- 춘천시 신사우동 (대명주유소) ~ 여우고개사거리 : 신동로
- 춘천시 신사우동 여우고개사거리 ~ 서면 신매리 : 신샘밭로
- 춘천시 서면 신매리 ~ 춘천댐삼거리 : 서상로